# Torsten Carleman
Tage Gillis Torsten Carleman, född 8 juli 1892 i Visseltofta i Skåne, död 11 januari 1949 i Djursholm i Danderyds församling, var en svensk matematiker, känd bland annat för sina resultat om kvasianalytiska funktionsklasser.
Carleman hade under sin tid vid Växjö gymnasium haft Henrik Petrini som lärare i fysik och matematik. Han blev filosofie doktor i Uppsala 1917 och samma år docent i matematik vid Lunds universitet samt efterträdde 1924 Helge von Koch som professor i matematik vid Stockholms högskola. 
Carleman var ledamot av Fysiografiska sällskapet i Lund från 1924, av Kungliga Vetenskapsakademien från 1926, av Vetenskaps-Societeten i Uppsala 1927, av Videnskabernes Selskab i Köpenhamn, av Sächsische Akademie der Wissenschaften i Leipzig och av Finska Vetenskaps-Societeten 1934. Han var föreståndare för Mittag-Leffler-institutet mellan 1927 och 1949. Två av hans elever var Åke Pleijel och Hans Rådström.
Carleman skrev större arbeten om integralekvationer, kvasianalytiska funktioner och harmonisk analys. Han arbetade även med matematisk fysik, exempelvis Schrödingeroperatorn och kinetisk gasteori.